# Roberto Caveanha
Roberto Caveanha (Mogi-Guaçu, 7 juli 1944) is een Braziliaans voetballer, beter bekend onder zijn spelersnaam Babá.

## Biografie
Babá begon zijn carrière bij Guarani en maakte in 1966 de overstap naar São Paulo. In deze tijd was het Santos van Pelé een van de beste clubs ter wereld, maar in de Paulistão van 1967 eindigde São Paulo samen met Santos op de eerste plaats. Er kwam een testwedstrijd om de titel. Edu en Toninho Guerreiro scoorde al in het eerste kwartier voor Santos en Babá maakte pas in de 88ste minuut de aansluitingstreffer, echter kwam deze te laat in de wedstrijd waardoor Santos de titel won. In 1971 keerde hij terug naar Guarani, waar hij tot 1975 speelde. Daarna speelde hij nog kort voor enkele andere teams.
In 1968 werd hij door bondscoach Aymoré Moreira opgeroepen voor een vriendschappelijke interland tegen Joegoslavië, die in het Maracanã gespeeld werd. Het werd 3-3 en Babá scoorde één keer, maar werd daarna nooit meer opgeroepen.